# Sylvi Listhaug
Sylvi Listhaug, née le 25 décembre 1977 à Ørskog (Norvège), est une femme politique norvégienne, présidente du Parti du progrès depuis 2021. 
Elle est ministre de l'Agriculture et de l'Alimentation au sein du gouvernement Solberg entre 2013 et 2015, puis ministre des Migrations et de l'Intégration dans le même gouvernement de 2015 à 2018 et enfin ministre de la Justice pendant deux mois en 2018.

## Biographie
Elle est diplômée de l'université Volda.
Le 16 décembre 2015, elle est nommée ministre de l'Immigration et de l'Intégration, un nouveau cabinet au sein du ministère de la Justice et de la Sécurité publique, au milieu de la crise migratoire en Europe et face à un nombre record de demandeurs d'asile en Norvège, qui a pour conséquence un large accord parlementaire pour resserrer les règles d'asile. Listhaug critique alors ce qu'elle a décrit comme une « tyrannie de la bonté » qui hante le débat sur l'immigration norvégienne, et avance qu'il serait plus chrétien et raisonnable d'aider le plus de gens possible grâce à l'aide étrangère aux réfugiés à l'étranger plutôt que d'en aider moins et de façon plus coûteuse en Norvège. Elle promet ensuite que ses règlements en matière d'asile ferait de la politique d'asile de la Norvège « l'une des plus strictes en Europe ».
Elle met également en place une politique de renvoi des migrants qui ne sont pas des réfugiés politiques.
Elle démissionne du gouvernement le 20 mars 2018, menacée par une motion de censure consécutive à des propos tenus sur Facebook accusant le Parti travailliste de laxisme sur la question du terrorisme.